# Brita Biörn
Brita Biörn, även Brita Biörns, född 1667 i Gammelgarn, död okänt år (efter år 1745), var en svensk klok gumma bosatt på Gotland. Hon var välkänd i sin samtid och stod som svarande i två välkända häxprocesser. Protokollen från hennes rättsfall anses höra till de mest anmärkningsvärda ur den svenska folkmedicinska historien.  

## Första processen
Brita Biörn gifte sig 1690 med båtsman Jöns Biörn. Efter dennes död gifte hon 1704 om sig med båtsman Pehr Biörn (död 1717), sannolikt sin förre makes bror. Hon föddes i Gammelgarn med levde i Gothem från 1685. Brita Biörn var verksam som medicinkvinna sedan 1687. Som sådan kallades hon "lifkuna", ett namn som kommer ur ordet lövjeri och betyder "trollkvinna". År 1722 anmäldes hon av Gothems sockenpräst Niclas Lutteman för vidskepelse på grund av sin medicinska verksamhet och ställdes inför rätta, där hon vid tinget 22–26 maj underkastades förhör om sina botarmetoder. 
Biörns medgav att hon kunde "läsa i lag", dvs botarramsor; att hon använde örtmediciner så som Johannisörter. Hon sade sig ha lärt sig att bota, "läsa" botarramsor", av botaren Jacob i Halla, som hon en gång framgångsrikt konsulterat när hon brutit ett ben. Hon uppgav också att hon kunde bota de sjukdomar som orsakats av småfolket under jorden. Detta hade hon lärt sig när hon en gång som barn blev tagen under jorden till dem. Hon hade fallit ned i underjorden då hon mjölkade korna i fähuset hos Båtel Hangar i Gothem. De underjordiska var små män och kvinnor, en aln långa, som dansade och sjöng klädda i gult. De nöp och slog henne och bjöd henne att äta och dricka, men hon avbödje på råd från en piga som var fången där, och som också lärde henne hur hon skulle bota folk som drabbats av sjukdom på grund av de små. Hon tog då emot patienters kläder och stöpte bly över dem, och om hon då såg avtryck av ett huvud i blyet, var sjukdomen orsakad av de små, och då kunde hon bota patienten. Biörns tillfrågades sedan av rätten om hon hade orsakat sjukdom, och förnekade att hon varken kunde eller ville. Rätten uppmanade henne att bekänna om hon hade lärt sig kunskapen att bota av Satan, eftersom hon, om hon dog utan straff, annars skulle hamna i helvetet, men hon förnekade det. 
Rätten ansåg att talet om småfolket var Djävulens illusion eller en sjuklig dröm, men att hon dock inte gjort sig skyldig till häxkonster eller skadat någon. De dömde henne till åtta dagar på vatten och bröd för eder och sabbatsbrott och för att ha använt treenighetens namn i sina botarramsor. Detta var ett vanligt straff då botare ställdes inför rätta och formellt förklarade sig ångra sina gärningar och varken hade skadat människor eller djur: samma år dömdes till exempel kloka gumman Börta Andersdotter i Västergötland till 8 dagars vatten och bröd och uppenbar kyrkoplikt. Biörns förbjöds att utöva medicin och prästen satte sina assistenter att bevaka hennes stuga.

## Andra processen

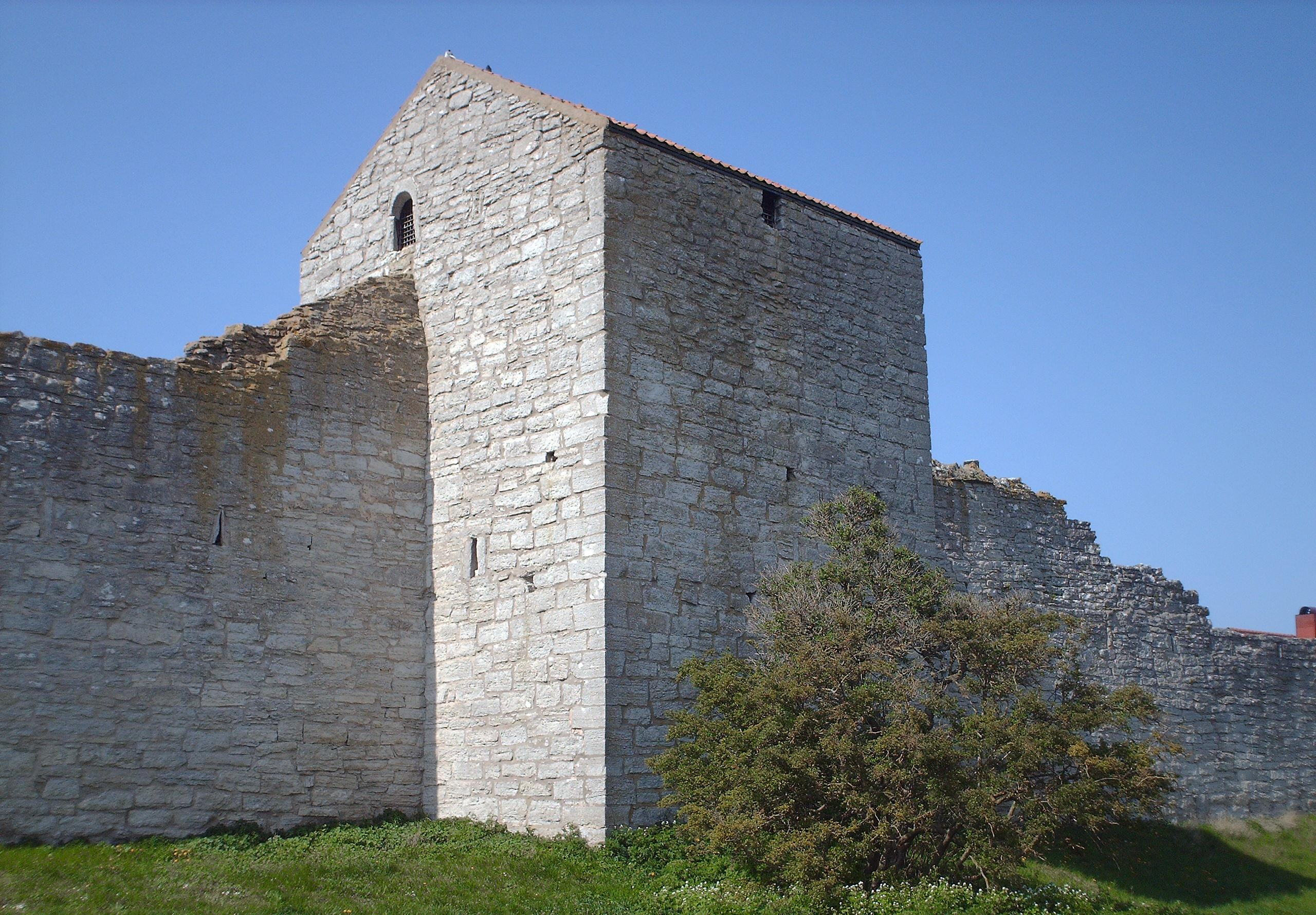
Kajsartornet

År 1737 upptäckte prästhjälparna att Brita Biörn hade en kund, Beata Grupe, och de greps båda två och fördes till prästgården. Även denna gång ställdes Biörn inför rätta på anmälan av Niclas Lutteman. Domen mot Brita Biörn fungerade som reklam för henne. Niclas Lutteman klagade över att: "nästan hela landet söckia henne om hielp, och löpa till henne som till en Gud, hwarigenom Gud mister sin ähra, mångens hierta vändes från Gud". Hon tog emot 1 styfwer eller gåvor i natura, som bröd, för sin hjälp.  
Biörns ställdes inför domkapitlet den 14 oktober 1737, och därefter inför en vanlig domstol år 1738. På frågan hur hon botade sjuka svarade hon att hon använde kryddor och örter. Hon tillfrågades liksom förra gången hur hon kunde avgöra vad en patient led av genom att undersöka deras kläder. Brita Biörn vidhöll att hon en gång hade besökt de underjordiska. Hon utvecklade denna gång sitt vittnesmål om det besöket. Den piga hon hade mött där, hade hindrat henne från att äta och dricka eftersom hon själv hade gjort det och därför varit fången där i 11 år, förutom att hon ibland måste lämna underjorden och mjölka kor år de små, som Biörns nu också kallade Elfwar. Hon sade att pigan hade lärt henne att utläsa om en sjukdom hade orsakats av de små: om man efter att ha stöpt bly över patientens kläder såg små huvuden, botade man med linfrö och kryddor; fanns där ett, hade sjukdomen orsakats av gasten och då användes "Trehakelse i warmt att dricka och swettas på". Hon hade inte lärt sig något av de små, för hon förstod inte deras språk – endast pigans. Hon hade dock bara varit där i sin själ, medan kroppen låg kvar i sängen. (Jämför astralprojektion). Under tre dygn hade hon legat kall och till synes död i sin säng. Numera begärde hon dock att patienterna och inte hon lade kläderna i bly. Biörns medgav att hon kunde läsa ut ormgadd, men inte längre gjorde det. Det hade hon lärt sig av sin kusin Gertrud Zakrisdotter (1647–1718), Lars Listes mor, som en gång gjort det för henne. Hon fick läsa upp fem av sina botar-ramsor för rätten, bland annat en hur hon läste över tandvärk. Hon nekade att hon kunde bota boskapsjuka eller få boskapslycka, och sade att om man ville skydda mjölken mot bjäran så fick man kasta ett strumpeband över den. Ett vittne, Olof Aurungs i Norrlande, uppgav 21 februari 1738 att Biörn vid just tio års ålder hade legat svårt sjuk i feber.  
Domstolen ansåg henne inte heller denna gång skyldig till att ha utövat häxeri eller att ha skadat någon. Hon dömdes 21 oktober 1738 till 30 daler silver eller 12 dagar vatten och bröd. Hon tjänade av straffet i Kajsartornet i östra Visby ringmur i december 1738. Det är inte känt när Brita Biörn avled. År 1760 avled "Gamla Brita på Tomten", och år 1765 "Biörns Enka", men det är inte bekräftat vem av dem, om någon, som var Brita Biörn. Hon är senast bekräftad som levande år 1745. Brita Biörn hade en son i första äktenskapet, båtsman Olof Jönsson Lunda (1692–1773), som 1742 gifte sig med Pernilla Larsesdotter (1715–1779): hennes sondotter Greta Olofsdotter Enderberg (1746–1831) och dennas dotter Gertrud Olofsdotter Ahlgren (1782–1874), blev också välkända botare; båda kallades Hejnumskäringen under sin verksamhetstid.